# Dolmen von Solwaster

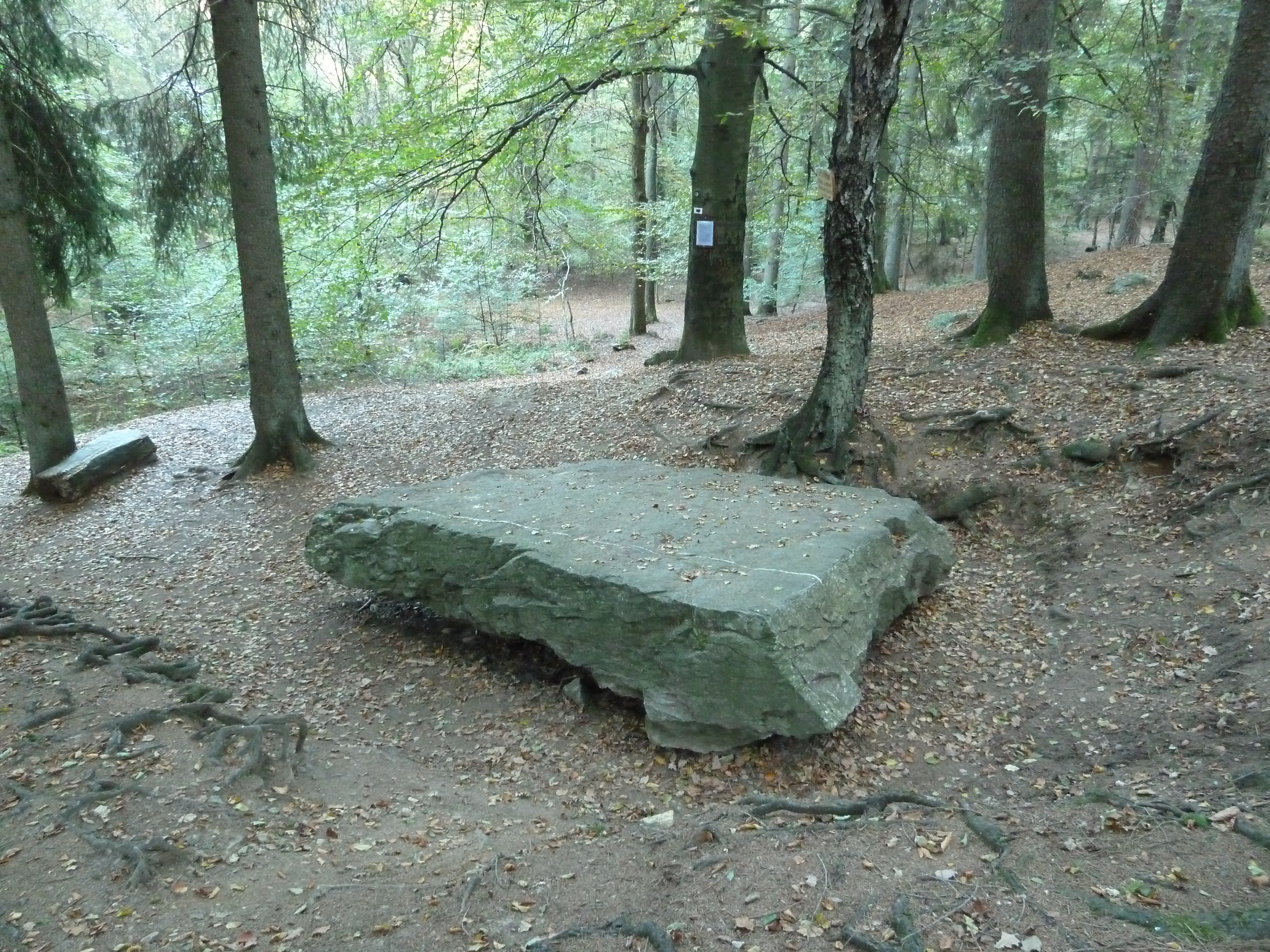
Pseudo-Dolmen von Solwaster

Der Dolmen von Solwaster (auch der große Stein von Houssé genannt) ist ein Pseudodolmen südlich von Solwaster bei Spa nahe dem Fluss Hoëgne in der Provinz Lüttich in Belgien. Er wurde im Jahre 1887 von Théodore Britte entdeckt.
Bei dem Pseudodolmen handelt es sich um einen zum Teil untergrabenen Block aus Quarzit mit einer Ritzung von Äxten oder eines primitiven Pfluges, die ansonsten charakteristisch für die Dolmen der Bretagne ist, auf der Oberseite. Nach Entdeckung sprachen sich bedeutenden Geologen und darunter Gustave Dewalque (1826–1905) bereits 1888 dafür aus, dass dies nur ein geologisches Phänomen sei. Später führten archäologische Einschätzungen u. a. des Barons Edmond de Loe in die gleiche Richtung.
Pseudodolmen sind aus verschiedenen Regionen bekannt: Cova d’en Genís, Dolmen von Busnela, Dolmen von Chevresse, Pierre au Rey, La Table des Géants in Reinhardsmunster und Autel des Druides in Pfaffenheim (beide im Département Haut-Rhin in Frankreich) und Sparossino in Ligurien.

## Song
- Jean-François Maljean: Le dolmen de Solwaster. 2012